# Álora
Álora is een gemeente in de Spaanse provincie Málaga in de regio Andalusië met een oppervlakte van 170 km². In 2007 telde Álora 13.307 inwoners. Het station van Álora ligt aan de spoorlijn Málaga-Córdoba.

## Demografische ontwikkeling
Bron: INE; 1857-2011: volkstellingen